# Kate Harbour
Kate Harbour (Henley-on-Thames, Oxfordshire, 15 de abril de 1971) é uma atriz e dubladora britânica.